# Ekbladsguldmal
Ekbladsguldmal (Phyllonorycter quercifoliellus) är en fjärilsart som först beskrevs av Philipp Christoph Zeller 1839.  Ekbladsguldmal ingår i släktet guldmalar, och familjen styltmalar. Arten är reproducerande i Sverige.